# Anthropologie anarchiste
Ne doit pas être confondu avec Anthropologie marxiste.
L'anthropologie anarchiste, ou anthropologie libertaire, est un champ de recherches anthropologiques qui étudie les institutions, les pratiques et les rapports de pouvoir politiques anti-autoritaires.
Comme l'anthropologie, l'anthropologie anarchiste étudie l'être humain et les groupes humains. Comme l'anthropologie politique, l'anthropologie anarchiste étudie les formations et les transformations politiques des sociétés humaines. Cependant, l'anthropologie anarchiste s'intéresse spécifiquement aux sociétés qui ont constitué des mécanismes de résistance au pouvoir, à des sociétés qui se sont employées à limiter le risque de voir apparaître des institutions autoritaires et des rapports de domination.
Apparue de façon informelle au milieu du XXe siècle dans les travaux de Stanley Diamond, Marshall Sahlins, Pierre Clastres et James C. Scott (par exemple) ; l'anthropologie anarchiste est formellement établie par David Graeber au tournant des années 2000.

## Le champ de recherche: objets et objectifs

### Une anthropologie des anarchies
L'anthropologie anarchiste regroupe un ensemble de recherches et de théories anthropologiques qui, d'une part, tissent des liens avec les thèses anarchistes, et qui, d'autre part, mettent en œuvre des principes explicatifs relevant de la pensée anti-autoritaire : à savoir des approches théoriques et des choix d’objets qui s’attachent « en premier lieu à critiquer les formes d’essentialisation du pouvoir sous ses différentes manifestations sociales ». En outre, ces « positions épistémologiques » peuvent aussi se constituer comme « politiques de résistance aux dispositifs académiques et hiérarchiques ».
Pour Irène Pereira il faut distinguer l'anthropologie anarchiste de l'anthropologie politique. Selon elle, cette dernière ne s’intéresse qu'à certaines « formes d’organisations sociales » expérimentées par certaines sociétés : chefferie, féodalité, État, … ; tandis que l’anthropologie anarchiste s’intéresse « spécifiquement aux sociétés sans État ». En effet, d'après Éric Aeschimann, l'anthropologie anarchiste est le seul courant de pensée qui prenne au sérieux l'idée que l'humanité pourrait se passer de l'État.

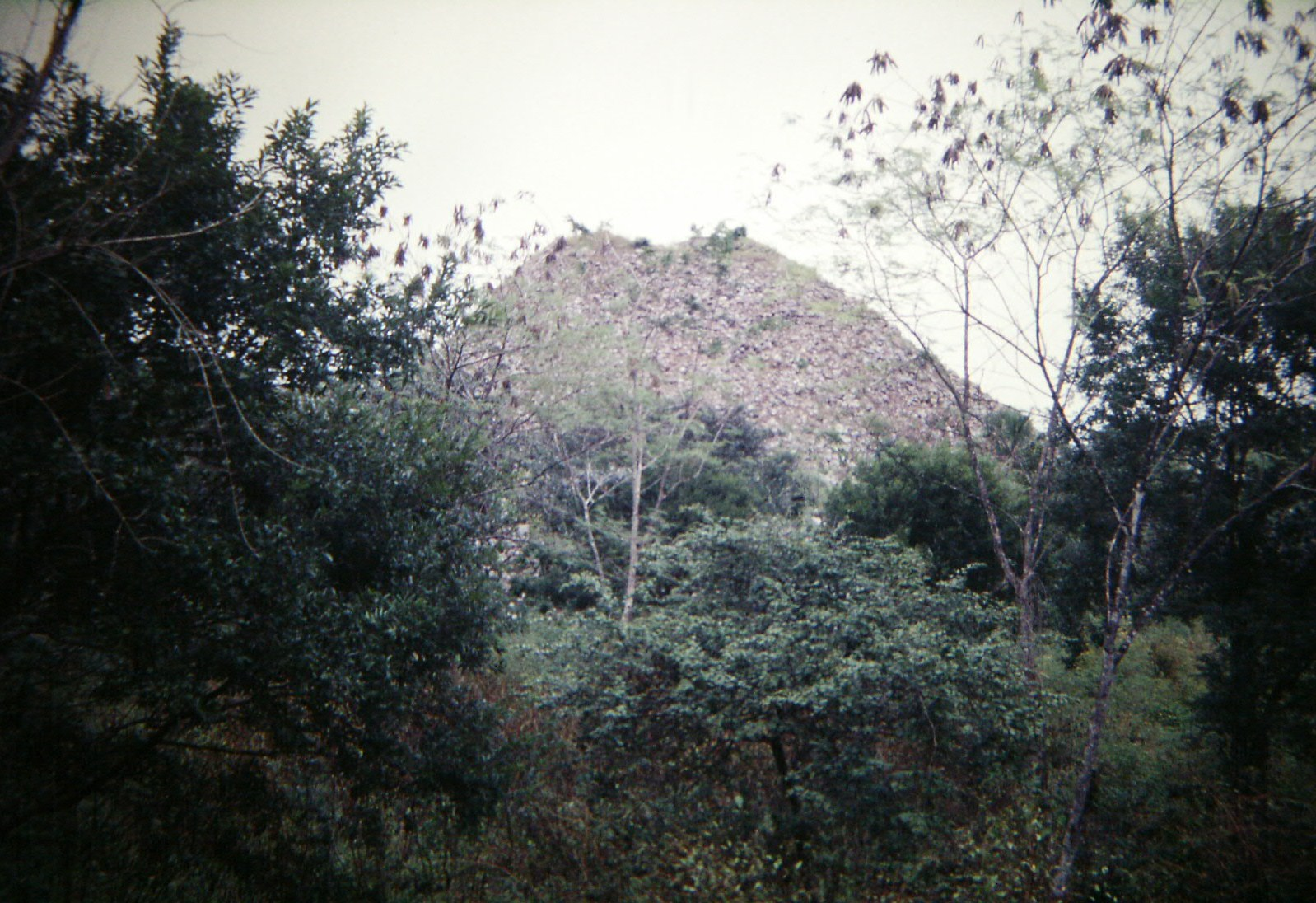
Temple d'une civilisation précolombienne maya (site de Kabah) émergeant de la végétation.

Jean-Paul Demoule apporte une précision supplémentaire : l'objet d'étude de l'anthropologie anarchiste n'est pas tant « le pouvoir (archê en grec) », mais « plus exactement l'opposition au pouvoir (an-archê) ». Ainsi, après avoir repéré un ou plusieurs phénomènes d'opposition au pouvoir dans une société, l'anthropologie anarchiste étudie les dynamiques sociales et historiques qui permettent à ces oppositions de perdurer et de contrer l'apparition de l'État.
Pour David Graeber la notion même d’« anthropologie anarchiste » doit permettre de combattre « l’européano-centrisme de la science politique ».
Autrement, d'après Andrew Robinson et Simon Tormey l'anthropologie anarchiste vise des objectifs pratiques : par le développement d'outils critiques, ce courant veut participer aux alternatives idéologiques ; par le développement de procédures anti-étatiques, ce courant veut soutenir les alternatives sociales ; par le développement des recherches sur les sociétés autres, ce courant veut favoriser la réflexivité et les échanges conceptuels ; enfin, par le développement de la solidarité, ce courant veut étendre les luttes pour l'autonomie.

## Histoire

### Les devanciers
Née au XXe siècle, l'anthropologie anarchiste possède quelques devanciers qui partagent son intérêt pour des sociétés dont les organisations sociales et politiques diffèrent des sociétés à État.

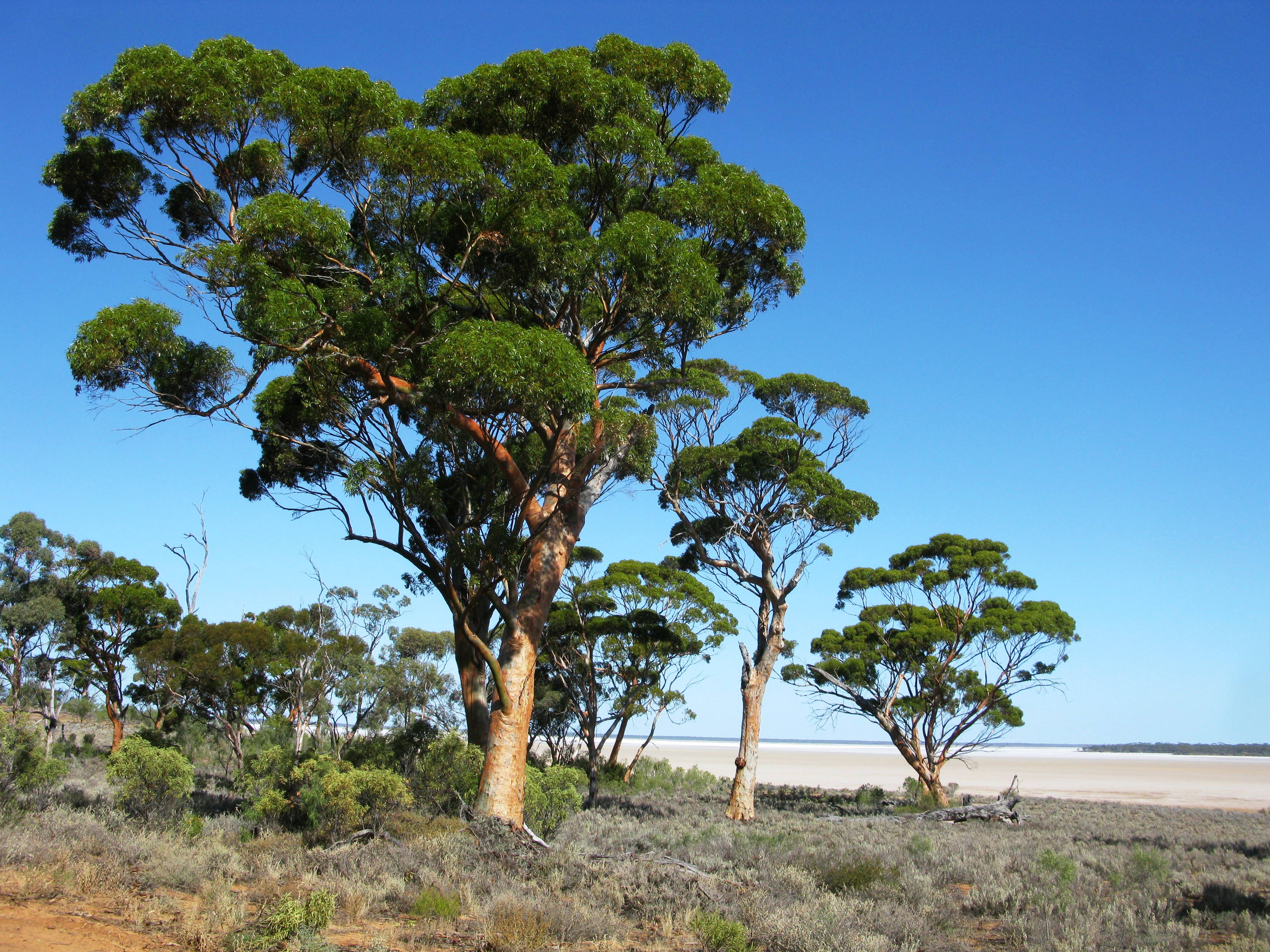
Berges du Lac Hope (Shire de Dundas) dans l'Australie-Méridionale.

Parmi ces devanciers figurent les frères Élie Reclus (ethnologue) et Élisée Reclus (géographe), Léon Metchnikoff (géographe) ainsi que le penseur libertaire Pierre Kropotkine. Pour ceux-ci, les sociétés des peuples premiers apparaissent comme « la preuve anthropologique concrète d’une société sans État, d’un fonctionnement collectif libertaire vivant, d’une sorte d’utopie réalisée ».
Parmi les anthropologues, Marcel Mauss et Alfred Radcliffe-Brown sont considérés comme de véritables précurseurs de l'anthropologie anarchiste. Pour David Graeber, Mauss exerça une forte influence « « parce qu’il s’intéressait aux systèmes de valeur alternatifs, ouvrant la voie à l’idée que des sociétés sans État et sans marchés l’étaient par choix. » Le second, surnommé « Anarchy Brown » car il admirait Kropotkine,, influença l'anthropologie anarchiste par ses enquêtes chez les groupes sans États des îles Andaman et chez les aborigènes d'Australie (où il étudie comment des sociétés se gouvernent elles-mêmes par l'institution d'un système de sanctions), ainsi que par ses travaux sur les sociétés segmentaires (où il étudie des systèmes politiques sans autorité politique centralisée).

### Les initiateurs et leurs épigones
La naissance de l'anthropologie anarchiste peut être située autour des années 1970,, alors que se déroulent différents évènements anti-impérialistes de par le monde.

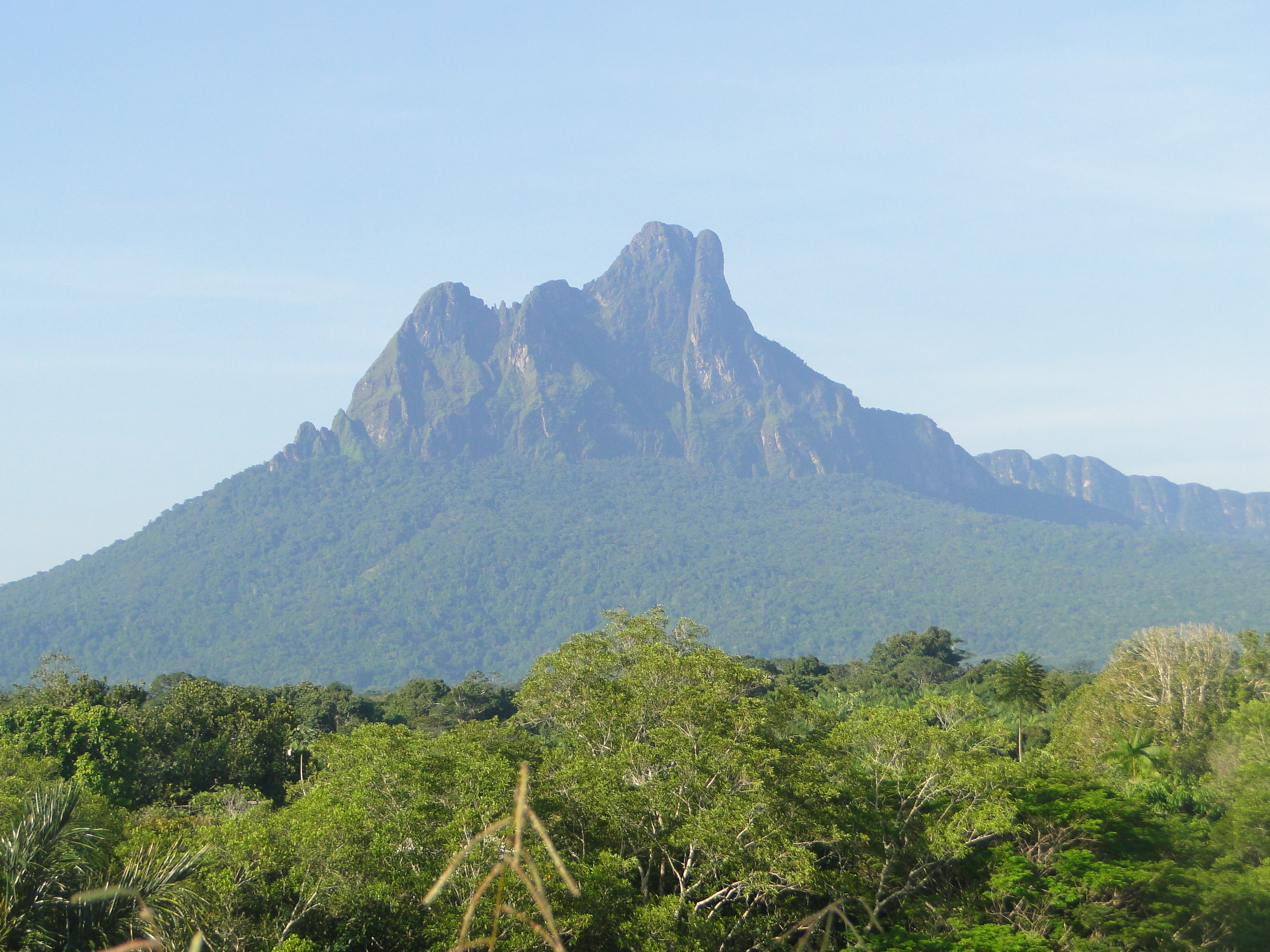
Pic sacré Yanomami, situé sur la terre indigène Maturacá (qui s'étend de part et d'autre de la frontière séparant le Brésil du Venezuela).

Jean-Paul Demoule discerne deux générations d'anthropologues anarchistes. La première génération est composée des auteurs suivants : Stanley Diamond, Harold Barclay, Marshall Sahlins, Pierre Clastres, Christian Sigrist, Brian Morris, James C. Scott et Charles Macdonald. Plus jeune, la seconde génération se compose d'Alberto Giovanni Biuso, de David Graeber et David Wengrow, Alfredo González-Ruibal et Peter Gelderloos. Irène Pereira remarque que les auteurs de ce courant n’ont pas tous employé l'expression « anthropologie anarchiste » pour qualifier leurs travaux.
Courant plutôt informel au XXe siècle, ébauché dans les travaux d'auteurs qui se situent en marge des différents courants de l'anthropologie (structuralisme, fonctionnalisme, etc.), ; c'est le livre de Graeber intitulé Pour une anthropologie anarchiste qui assoit définitivement ce champ de recherches. Pereira et Éric Aeschimann considèrent que les « trois auteurs principaux » ayant le plus d'influence actuellement sont Clastres, Scott et Graeber,.

## Recherches

### Organisations sociales
L'anthropologie anarchiste interroge les différents modes d'organisation sociale et de pouvoir politique.
Dans son ouvrage La Société contre l'État, Pierre Clastres soutient que « certaines sociétés organisées en tribus sont structurées de manière à pouvoir éviter l’émergence de l’État. » Par ailleurs, il soutient également que « c’est l’apparition de l’inégalité de pouvoir politique qui conduit à l’inégalité économique. »

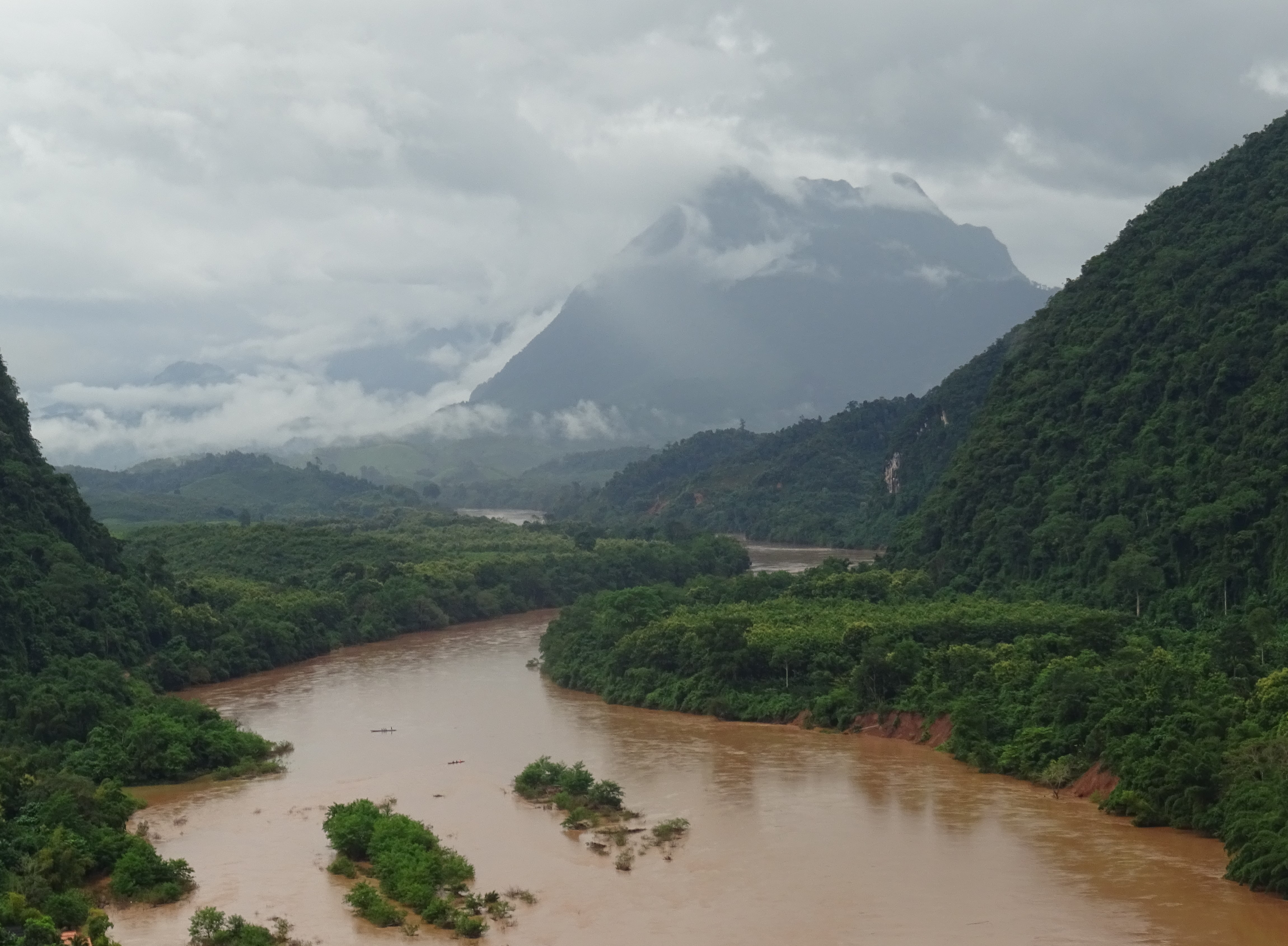
Le fleuve Nam Ou vu depuis Phanoi à Muang Ngoi Neua (Laos).

Dans ses travaux, James C. Scott s'intéresse aux populations (tribus, paysans, communautés subalternes, etc.) qui fuient l'État. Ainsi, dans Zomia ou l'Art de ne pas être gouverné il étudie le développement de l’État « dans ses dimensions les plus pratiques », à savoir : « son espace physique de déploiement » et « les difficultés de ses administrateurs à caractériser des identités labiles. » De la sorte, il met au jour « les stratégies déployées pendant des siècles par des populations montagnardes d’Asie du Sud-Est pour échapper aux institutions étatiques. » Dans Homo domesticus Scott soutient que l'avènement de l’État n'a rien d'inéluctable ; aussi, il suggère que la vie hors des États et « du modèle de la céréaliculture était bien plus libre » : le temps de travail était plus court, les ressources naturelles étaient plus abondantes, les maladies liées à une trop forte proximité entre humains et animaux domestiques étaient plus rares. Enfin, Scott rappelle que l'État est un « instrument de domestication de l’homme », pour autant c'est une « institution contingente » et non l'« aboutissement d’un supposé processus de civilisation ».
David Graeber s'intéresse lui aussi aux populations qui s'établissent en dehors de l'État. En tant que spécialiste de « certaines sociétés autochtones contemporaines » vivant à Madagascar, Graeber considère que celles-ci constituent « des exemples vivants de modes de gouvernement collectifs reposant sur des principes anarchistes. »

### Dominations
L'anthropologie anarchiste questionne les différentes formes de domination. Outre la politique, la domination peut s'exercer dans diverses dimensions de l'existence humaine : l'économie ou la dette par exemple.

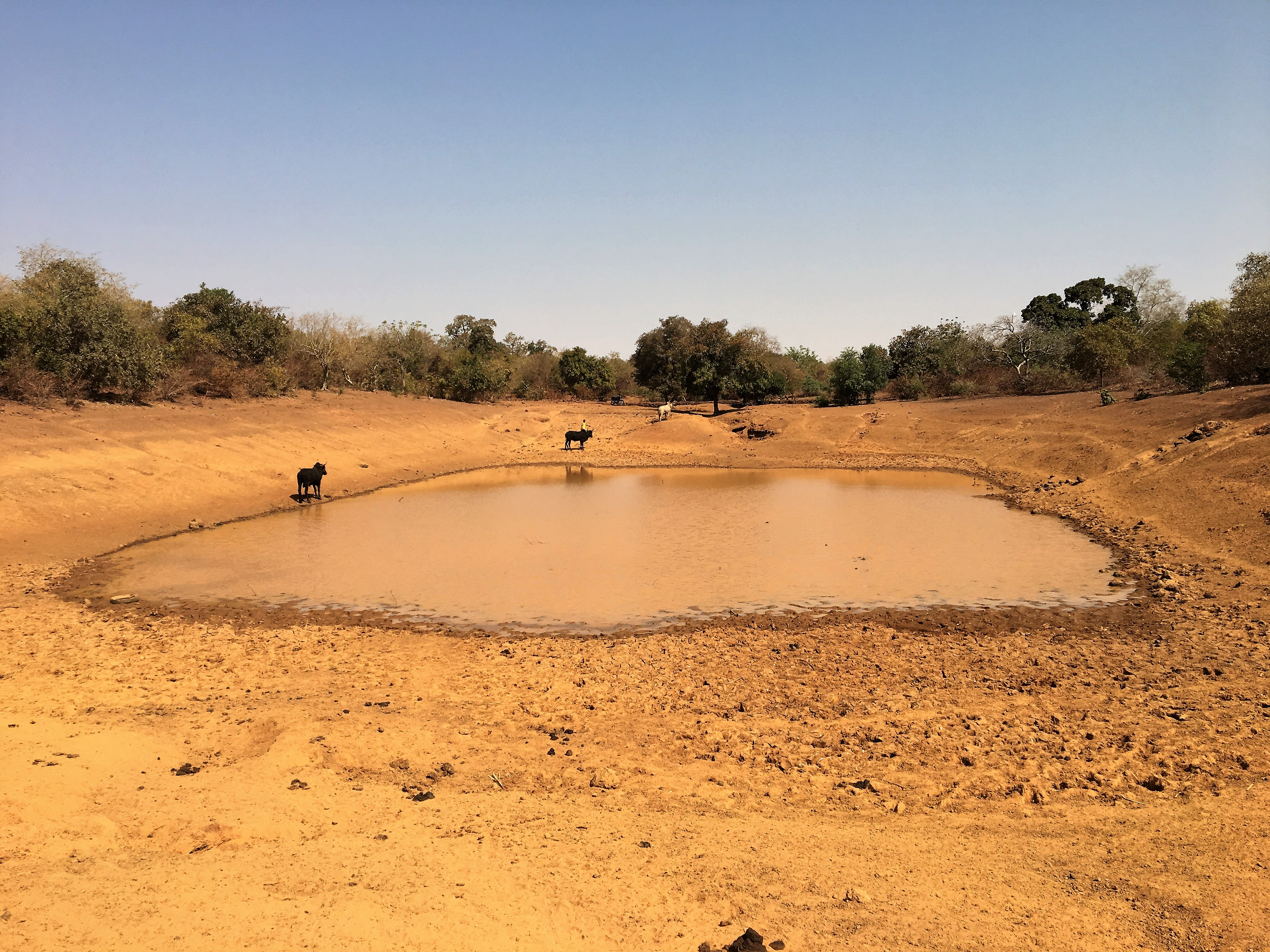
Bouli de Bogonam-Mossi (Burkina Faso).

Marshall Sahlins s'est intéressé à l’économie de différentes sociétés de peuples premiers. Alors que la pensée économique classique affirme que ces sociétés ont une économie de subsistance, Sahlins soutient au contraire que ces sociétés cantonnent et réduisent volontairement le temps consacré aux activités économiques : « Il rejette ainsi l’idée selon laquelle production et accumulation de biens seraient la finalité de toute société et que l’homme serait avant tout un homo œconomicus. »
David Graeber s’est attaqué à ce « totem de nos sociétés » qu’il décrit comme « une construction sociale fondatrice d’une discipline politique rigide » : la dette. Originellement reliée aux dieux, envers lesquels l'être humain est en dette ; cette institution sociale qu'est la dette fut réinvestie par l'État qui, se substituant aux dieux, réclame des taxes et instaure la conscription.

## Critiques
L'anthropologie anarchiste n'est pas exempte de critiques : quand certaines, sur un plan épistémologique, interrogent la coïncidence d'une pratique scientifique avec un positionnement politique et moral ; d'autres critiques, sur un plan méthodologique, concentrent leurs objections sur les biais théoriques et l'utilisation des données ethnographiques.
D'abord, à l'instar de Stephen Nugent, un spectre de critiques proteste contre l'association des principes moraux et politiques anarchistes à une pratique scientifique universitaire, car il ressort de cette association une tension (voire une opposition) entre une revendication subjective (l'anarchisme) et une prétention objective (l'anthropologie) ; autrement dit : l'objectivité des résultats d'une discipline académique est faussée par la subjectivité du chercheur.

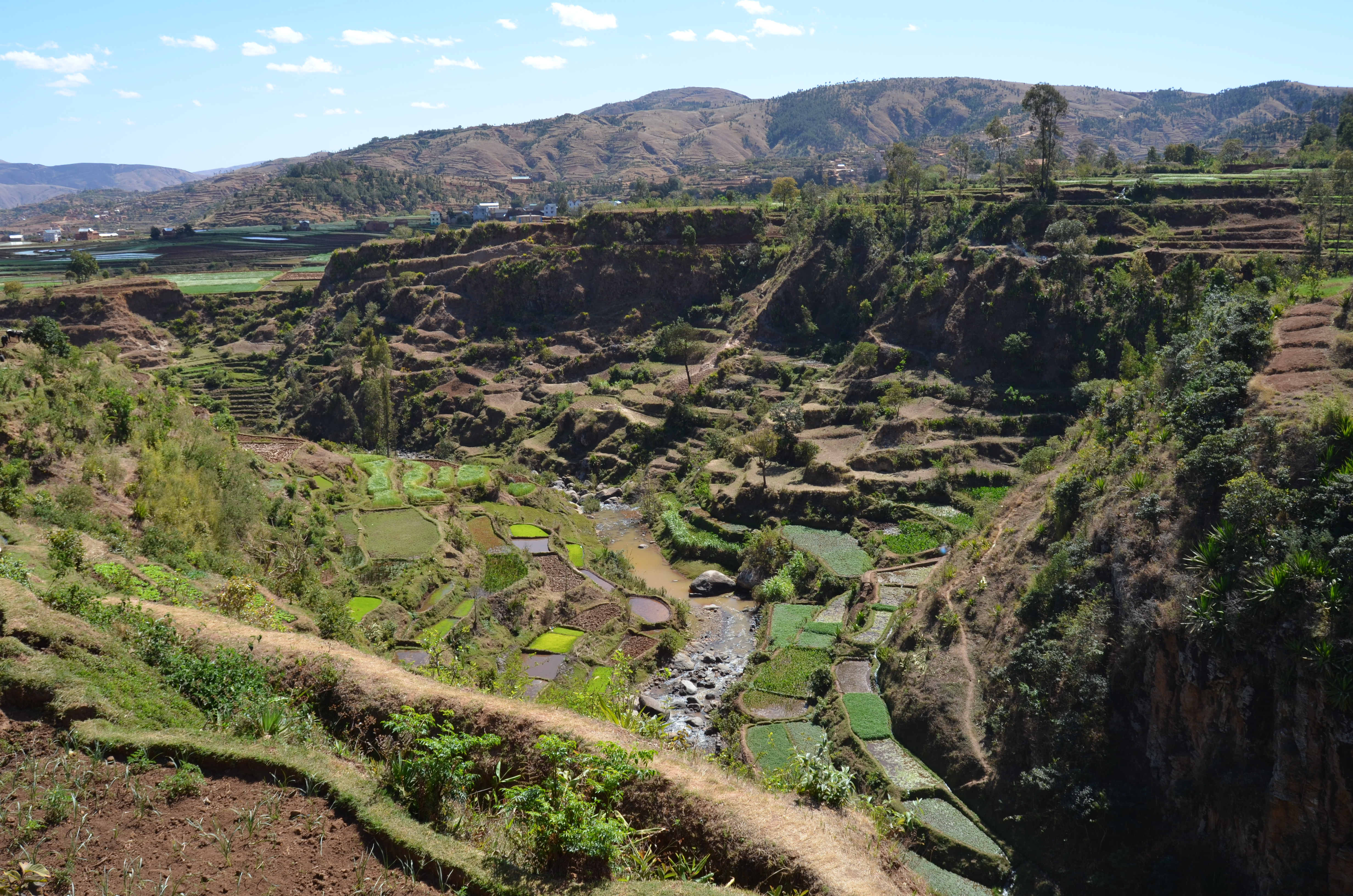
Vue sur des rizières près de Betafo (Madagascar).

Quant au plan méthodologique, les critiques se déploient sur deux versants. Premier versant critique : selon Holly High les auteurs de ce courant ont tendance à (re)trouver sur leurs terrains d'études les « clichés culturels » (tels que : « la fière autonomie, la résistance à l'incorporation, la continuité avec le passé ») habituellement attribués « aux communautés vivant aux marges de la société », à savoir les communautés anarchistes. En d'autres termes : si ce courant de recherche trouve des mécanismes de résistance au pouvoir politique dans les sociétés étudiées, c'est parce qu'il ne cherche que ce type de mécanismes sociaux. Bernard Traimond s'oppose à ces critiques car, selon lui, les « choix politiques explicites » de ces anthropologues « n'altèrent pas la qualité [de leurs] travaux ».
Second versant critique : les auteurs de ce courant avancent des thèses qui perdent de leur consistance « face aux données ethnographiques détaillées des sociétés étudiées (telles que la variation de la nature de l'État, le changement au fil du temps et les conceptions locales de hiérarchie). » Pour le dire autrement : les thèses (à portée générale) défendues par l'anthropologie anarchiste sont réfutées par la variété et la dynamique des données ethnographiques des différents terrains convoqués. Jean-Paul Demoule conteste ces critiques car, selon lui, cette anthropologie anarchique est « systématique, minutieuse et argumentée, appuyée par des travaux de terrains. »
Enfin d'autres critiques, comme celle de Frederick Schulze, estiment que l'« anarchisme » de ces recherches anthropologiques sert plutôt d'« argument de vente flashy » et de cri de ralliement à « toute personne ayant une méfiance fondamentale à l'égard de l'État ».

## Annexe: le courant

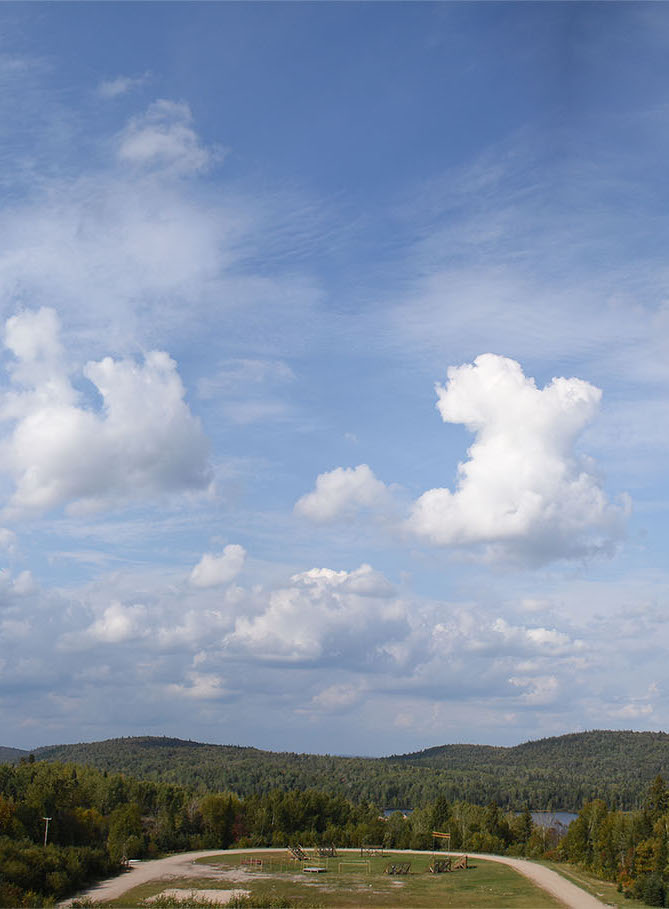
Piste de course et site de pow-wow de la communauté atikamekw de Manawan dans la réserve attikamek, située dans la région de Lanaudière au Québec.

### Des anthropologues
- Stanley Diamond (1922-1991)
- Harold Barclay (1924- 2017)
- Marshall Sahlins (1930-2021)
- Pierre Clastres (1934-1977)
- Christian Sigrist (1935-2015)
- Brian Morris (1936-)
- James C. Scott (1936-)
- Charles Macdonald (1944-)
- Alberto Giovanni Biuso (1960-)
- David Graeber (1961-2020)
- Alfredo González-Ruibal (1976-)
- Peter Gelderloos (1982-)

### Des ouvrages
- Stanley Diamond :
  - (en) Diamond, In Search of the Primitive : A Critique of Civilization, New York, Routledge, coll. « Routledge Classic Texts in Anthropology », 2018 (1re éd. 1974)
- Harold Barclay :
  - (en) Barclay, People Without Government : An Anthropology of Anarchy, Seattle, Left Bank Books, 1990 (1re éd. 1982)
  - (en) Barclay, Anthropology and Anarchism, Cambridge, The Anarchist Encyclopaedia, 1986
- Marshall Sahlins :
  - Sahlins, Âge de pierre, âge d'abondance : L'économie des sociétés primitives, Paris, Gallimard, coll. « Folio Histoire », 2017 (1re éd. 1976)[32]
  - Sahlins, La nature humaine, une illusion occidentale : Réflexions sur l'histoire des concepts de hiérarchie et d'égalité, sur la sublimation de l'anarchie en Occident, et essais de comparaison avec d'autres conceptions de la condition humaine, Paris, l'Éclat, coll. « Terra Cognita », 2009
- Pierre Clastres :
  - Clastres, La Société contre l'État : Recherches d'anthropologie politique, Paris, Les Éditions de minuit, coll. « Reprises », 2011 (1re éd. 1974)
  - Clastres, Recherches d'anthropologie politique, Paris, Seuil, 2012 (1re éd. 1980)[33]
- Christian Sigrist :
  - (de) Sigrist, Regulierte Anarchie : Unters. zum Fehlen u. zur Entstehung polit. Herrschaft in segmentären Gesellschaften Afrikas, Frankfurt am Main, Syndikat, 1979
- Brian Morris :
  - (en) Morris, Anthropology, Ecology, and Anarchism : A Brian Morris Reader, Oakland, PM Press, 2014
- James C. Scott :
  - Scott, Zomia ou l'art de ne pas être gouverné : Une histoire anarchiste des hautes terres d'Asie du Sud-Est, Paris, Seuil, coll. « Points Essais », 2019 (1re éd. 2013)[34]
  - Scott, Homo domesticus : Une histoire profonde des premiers États, Paris, La Découverte, coll. « Poche », 2021 (1re éd. 2019)[35],[36],[37]
  - Scott, L'œil de l'État : Moderniser, uniformiser, détruire, Paris, La Découverte, 2021[38]
- Charles Macdonald :
  - Macdonald, L'Ordre contre l'Harmonie : Anthropologie de l'Anarchie, Paris, Petra, coll. « Terrains et théories anthropologiques », 2018[39]
  - Macdonald, L’autorité sans le pouvoir : anthropologie critique, perspectives libertaires, Academia,  coll. « Anthropologie prospective », 2024, 324pp, présentation éditeur.
- Alberto Giovanni Biuso, Anarchisme et anthropologie : Pour une politique matérialiste de la limite, Paris, Asinamali, 2019 (1re éd. 2016)[40]
- David Graeber :
  - Graeber, Pour une anthropologie anarchiste, Montréal, Lux Éditeur, 2018 (1re éd. 2006)[41],[42]
  - Graeber, Dette : 5000 ans d'histoire, Paris, Actes Sud, coll. « Babel Essai », 2016 (1re éd. 2013)[43]
  - Graeber, Bureaucratie : L'utopie des règles, Paris, Actes Sud, coll. « Babel Essai », 2017 (1re éd. 2015)
  - Graeber et Wengrow, Au commencement était… : Une nouvelle histoire de l'humanité, Paris, Les Liens qui libèrent, 2021b
  - Graeber et Sahlins, Sur les rois, Bordeaux, La Tempête, 2023
- Alfredo González-Ruibal :
  - (es) González-Ruibal, ¿ Qué es el anarquismo ?, Antorcha Ediciones, 2018
- Peter Gelderloos :
  - (en) Gelderloos, Anarchy Works : Examples of Anarchist Ideas in Practice, San Francisco Bay, Ardent Press, 2010